# Liste Vorarlberger Dialektausdrücke

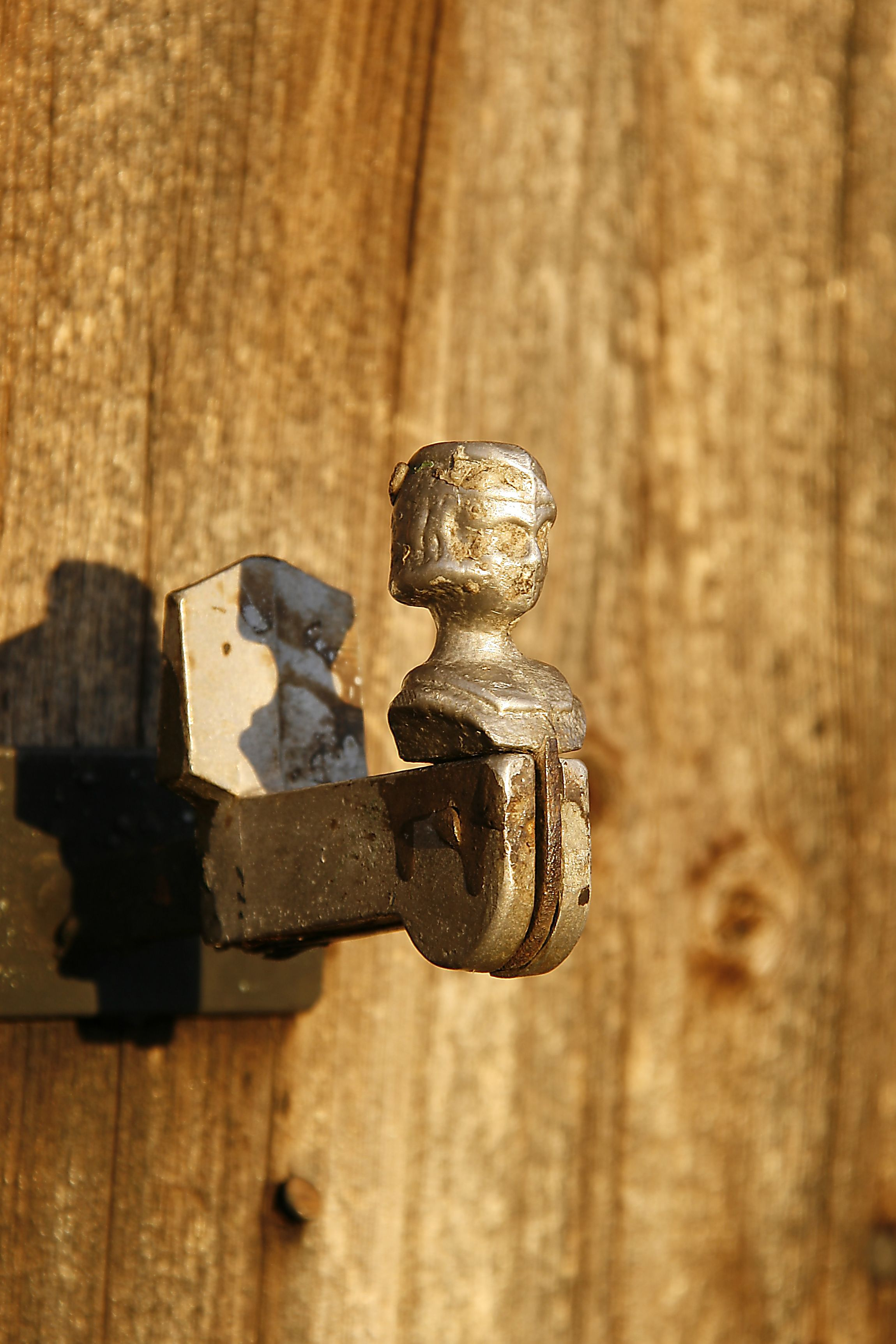
Ein so genannter „Gadaladalällar“ – ein Vorarlberger Schibboleth.

Dieser Artikel stellt eine Auflistung typischer Vorarlbergerischer Wörter und Ausdrücke dar. Dies ist kein Wörterbuch, daher sollten keine Wörter ins Vorarlbergerische übersetzt werden, sondern nur schwer verständliche beziehungsweise eigentümliche und typisch Vorarlbergerische Begriffe aufgelistet werden.

## Beispiele
Sprachprobe: Hoi! Mir sinds … dr Michl und dr Andi … halt, Voralbergr wia se im Buach stond … waschecht.
Übersetzung: Hallo! Wir sind es … der Michael und der Andi … eben Vorarlberger, wie sie im Buche stehen … waschecht.
Die im Folgenden aufgelisteten Dialektausdrücke aus Vorarlberg sind alphabetisch sortiert und ins Hochdeutsche übersetzt worden. Bei Ausdrücken, die ausschließlich regional vorkommen, ist die jeweilige Region in der Spalte Regionale Besonderheit angegeben. Wörter, die ausschließlich der Diphthongierung unterliegen (beispielsweise Hus für Haus) werden explizit nicht erwähnt. Hier wird kein Schweizerdeutsch gelistet.